# Madam X
Madam X är ett glamrock/hair metal-band som var aktivt från 1982 till 1988. De fick en mindre hit med låten "High in High School".
Medlemmarna är systrarna Maxine (gitarr) och Roxy Petrucci (trummor). Sångare var Bret Kaiser (1982–1985) och Sebastian Bach (1986–1988). Bandsättningen som spelade in albumet We Reserve the Right 1984 återförenades 2013 och spelade på Sweden Rock Festival 2014.

## Medlemmar
Nuvarande medlemmar
- Maxine Petrucci – gitarr (1982–1988, 1991, 2013– )
- Roxy Petrucci – trummor (1982–1986, 1991, 2013– )
- Bret Kaiser – sång (1982–1985, 2013– )
- Chris Doliber – basgitarr (1982–1988, 2013– )

Tidigare medlemmar
- John (Jayme) Grosjean (1982)
- John Ward – sång (1985–1986)
- Mark McConnell – trummor (1986–1988; död 2012)
- Sebastian Bach – sång (1986–1987)
- David Rolen – sång (1988)
- Shawn Duncan – trummor (1988)
- Lenita Erickson – sång (1991)
- Irene Wohlman – basgitarr (1991)

## Diskografi
Studioalbum
- 1984 – We Reserve the Right
- 2017 – Monstrocity

Singlar
- 1984 – High in High School
- 2014 – Another 80's Rock Song (The Party Never Ends!)